# برعمة
البرعمة (الاسم العلمي: Gemmatimonas) هي جنس من البكتيريا تتبع الفصيلة البرعمات من رتبة البرعميات. الاسم العلمي مركب من Gemmati أي برعمي وmona أي كائن أحادي.

## أنواع البرعمة
- برعمة برتقالية
- برعمة متغذية بالضوء